# Shuang cheng 2
Shuang cheng 2 (双程2S titolo internazionale A Round Trip to Love Part 2) è un film cinese a tematica omosessuale, distribuito per la prima volta il 28 settembre 2016. Il film, insieme al suo prequel, è tratto dall'omonima novel.

## Trama
L'opera incomincia esattamente dal finale di Shuang cheng con la riappacificazione tra Xiao Chen e Lu Feng la notte di capodanno.
Il giorno dopo Xiao Chen, suo fratello Yi Chen e Qin Lang sono a casa quando Lu Feng gli fa visita, approfittando del fatto che la madre di Xiao Chen è assente. In un momento d'intimità Lu Feng e Xiao Chen si baciano ma, proprio in quel momento, torna a casa la madre di quest'ultimo e li sorprende insieme e, a causa di questo, ha un principio d'infarto; nella foga del momento Lu Feng rivela che anche Yi Chen è omosessuale e che lui e Qin Lang stanno insieme. A causa dell'evento Xiao Chen si riallontana da Lu Feng e gli chiede di non vedersi per non gravare la salute di sua madre. Ma Lu Feng, per riavvicinarsi a Xiao Chen, va a parlare con Yi Chen che, però, si dimostra molto titubante nell'aiutarlo poiché ciò che è successo è a causa sua. Qin Lang assiste alla cosa e litiga con Lu Feng ma, nella foga del litigio, quest'ultimo spinge Yi Chen contro un mobile colpendolo alla schiena. Il trauma lo rende parzialmente paralizzato e lo costringe al ricovero; Lu Feng, sentendosi responsabile, gli promette di pagare i migliori medici per aiutarlo ma Qin Lang rifiuta il suo aiuto e Xiao Chen arrabbiato per ciò che ha fatto a suo fratello si allontana definitivamente da lui. Qualche tempo dopo la madre di Xiao Chen e Yi Chen, dopo aver scoperto il ricovero del figlio minore, riflette sulla situazione familiare soffrendone molto e, poco prima di morire, fa promettere a Xiao Chen che almeno lui o suo fratello si sarebbe sposati e avrebbero avuto dei figli. A causa della morte della madre Xiao Chen brama vendetta e tenta d'investire Lu Feng ma, poco prima di commettere tale atto, si ferma; però, subito dopo, Lu Feng, consapevole di ciò che Xiao Chen prova per lui, si fa investire da una macchina causandosi finendo in ospedale. Ricoverato Lu Feng viene disconosciuto dal padre e subito dopo viene a sapere dell'imminente matrimonio di Xiao Chen con la loro ex compagna Zhuo Ian; inizialmente sembra accettare la cosa ma quando vede che oltre all'invito Xiao Chen gli ha spedito anche il suo anello pieno di rabbia e rancore promette di diventare potente e poi tornare per vendicarsi.
Nel 2015 Lu Feng, che sembra aver sviluppato un forte sadismo, è a capo di un'importantissima compagnia sudcoreana e trama un complesso piano per portare Xiao Chen nella sua azienda tramite uno scambio di dipendenti. Intanto Xiao Chen, per mantenere la volontà della madre, si è sposato con Zhuo Ian e da lei ha avuto un figlio. Poco prima di partire va a trovare il fratello tornato dal Giappone, che per l'occasione è accompagnato da Qin Lang, che ora è tornato a camminare. Una volta giunto in Corea viene invitato in una villa dal suo capo che scoprirà essere, solo quando lo incontra, Lu Feng sotto mentite spoglie. Dopo la scoperta Xiao Chen si mostra titubante e vuole andarsene ma Lu Feng, attraverso un sotterfugio, lo drogha e lo segrega nella suddetta villa dove lo torturerà e abuserà sessualmente di lui. A causa della mancanza di comunicazioni da parte di Xiao Chen, e anche a causa di un video inviato a Yi Chen, Zhuo Ian indaga sull'azienda nella quale è andato a lavorare e scopre che a presiedere l'impresa è niente meno che Lu Feng. Dopo questa scoperta parte con Yi Chen e Qin Lang per salvarlo. Loro tre, insieme alle forze dell'ordine, fanno irruzione nella tenuta proprio in un momento di riappacificazione tra Lu Feng e Xiao Chen. Una volta trovati Yi Chen, eroso dalla rabbia, prende una pistola in dotazione agli agenti per sparare a Lu Feng quando, però, Xiao Chen usa se stesso come scudo umano per proteggerlo.
L'opera riparte dall'inizio del primo film con Xiao Chen in coma e Lu Feng addolorato per lui quando, però, viene chiamato a presiedere una convention della sua azienda. Lì Lu Feng dichiara, a tutto il mondo, che le voci che lo vedevano coinvolto con Xiao Chen sono tutte vere e che lo ama. Lu Feng, finito l'incontro e dopo aver preso un elicottero per raggiungere Xiao Chen, si ritrova in una tempesta e proprio in quel momento Xiao Chen si sveglia dal coma e dice, tra sé, che per Lu Feng prova un sentimento molto più profondo rispetto all'odio che ha provato fino a questo momento.

## Personaggi
- Lu Feng, interpretato da Gao Tai Yu
Figlio di una famiglia molto ricca si innamora perdutamente del suo compagno di scuola Xiao Chen. Dopo il periodo scolastico fa carriera nel management e dopo l'allontanamento di Xiao Chen per volontà delle loro famiglie sviluppa una forte ossessione per lui.
- Xiao Chen, interpretato da Nate Huang
Figlio di una famiglia economicamente nella media si innamora di Lu Feng e gli promette eterno amore. Tra i due è quello emotivamente più instabile e reticente a divulgare il loro rapporto.
- Cheng Yi Chen, interpretato da Xiang Hao
Fratello di Xiao Chen è anche lui omosessuale ed è fidanzato con Qin Lang. Lavora come cantante.
- Qin Lang, interpretato da Yi Shuai
Fidanzato di Cheng Yi Chen e manager del locale dove canta.